# Xã Parkman, Quận Geauga, Ohio
Xã Parkman (tiếng Anh: Parkman Township) là một xã thuộc quận Geauga, tiểu bang Ohio, Hoa Kỳ. Năm 2010, dân số của xã này là 4.131 người.